# Laize-la-Ville
Laize-la-Ville é uma ex-comuna francesa na região administrativa da Normandia, no departamento de Calvados. Estendeu-se por uma área de 1,76 km². Em 2010 a comuna tinha 2 103 habitantes (densidade: 1 194,9 hab./km²).
Em 1 de janeiro de 2017 foi fundida com as comunas de Clinchamps-sur-Orne para a criação da nova comuna de Laize-Clinchamps.